# 248P/Gibbs
Pour les articles homonymes, voir Comète Gibbs.
La comète Gibbs, officiellement 248P/Gibbs, est une comète périodique du système solaire, découverte le 27 novembre 2010 par Alex R. Gibbs.